# Kaiser-Friedrich-Hain
Der Kaiser-Friedrich-Hain ist eine Grünfläche in Krefeld.
Der Park entstand aus einer an der Steckendorfer Straße gelegenen Parkanlage der Villa Heyes. Die Stadt Krefeld kaufte im Jahr 1910 das Anwesen und machte den Park von über 2 ha Größe der Öffentlichkeit zugänglich. In Haus Heyes wurde im Jahr 1911 das naturwissenschaftliche Museum eröffnet. Der Kaiser-Friedrich-Hain hat seinen Namen von einem kleinen Tempel im Park, in dem eine Bronzebüste des Hohenzollernkaisers Friedrich III. aufgestellt war.
Im Zweiten Weltkrieg wurde der Park, ebenso wie ein Großteil der Innenstadt Krefelds, durch Bombenangriffe schwer beschädigt. Das naturwissenschaftliche Museum wurde 1943 vollständig zerstört und nicht wieder aufgebaut. An der ehemaligen Stelle des Museums befindet sich heute ein Kinderspielplatz. Der kleine Tempel, ein Teil des schmiedeeisernen Zaunes und der ehemalige Eingang zu Haus Heyes mit zwei Torpfeilern aus dem Jahr 1871 sind erhalten geblieben.

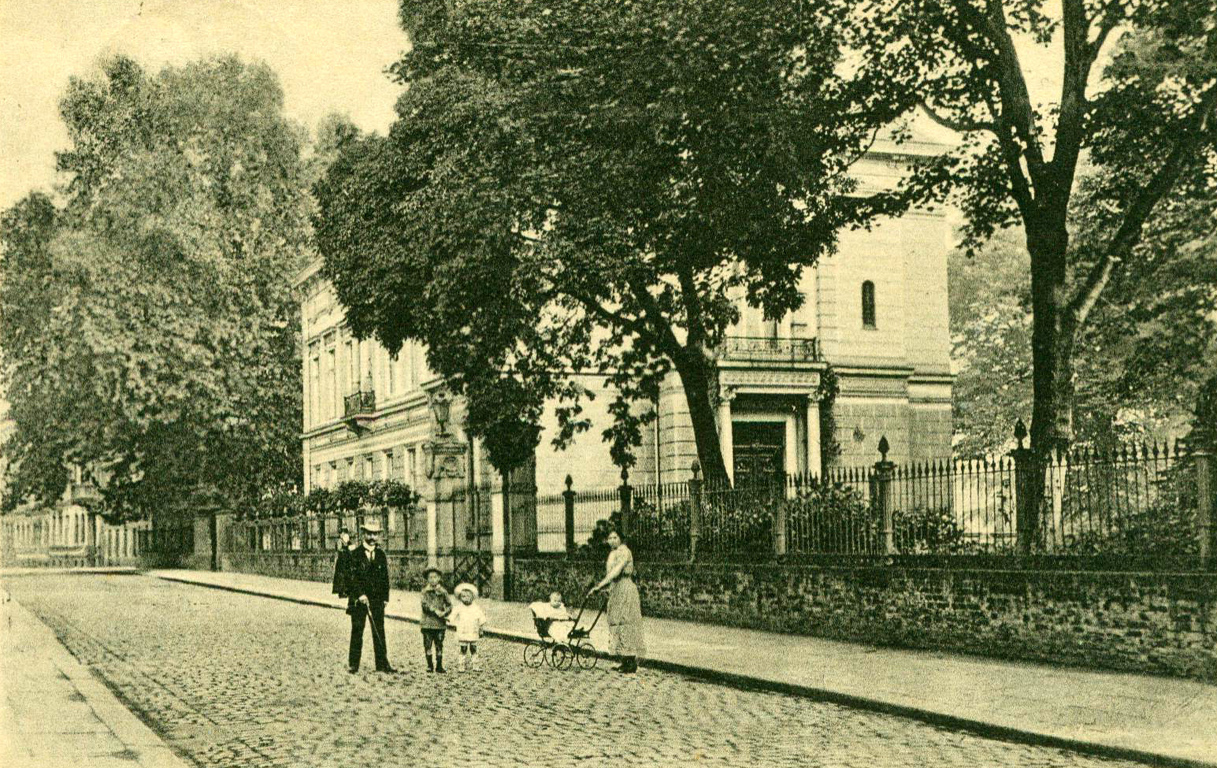
Blick auf Haus Heyes von der Steckendorfer Straße um 1916.
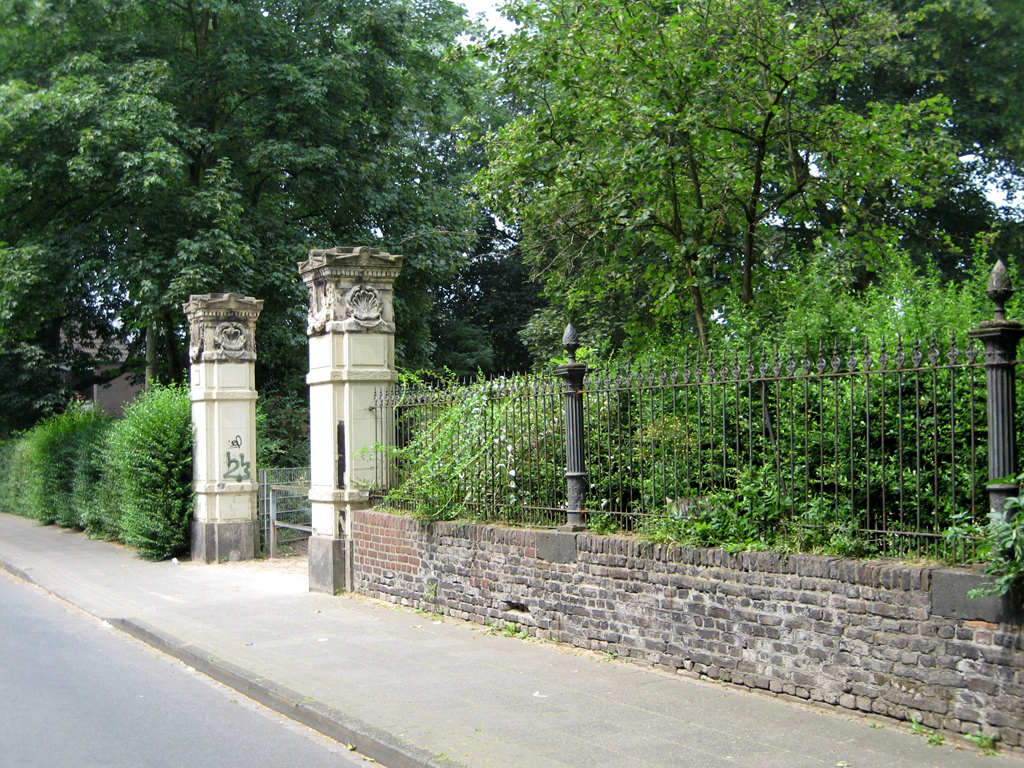
Eingang zum Kaiser-Friedrich-Hain im Jahr 2007.
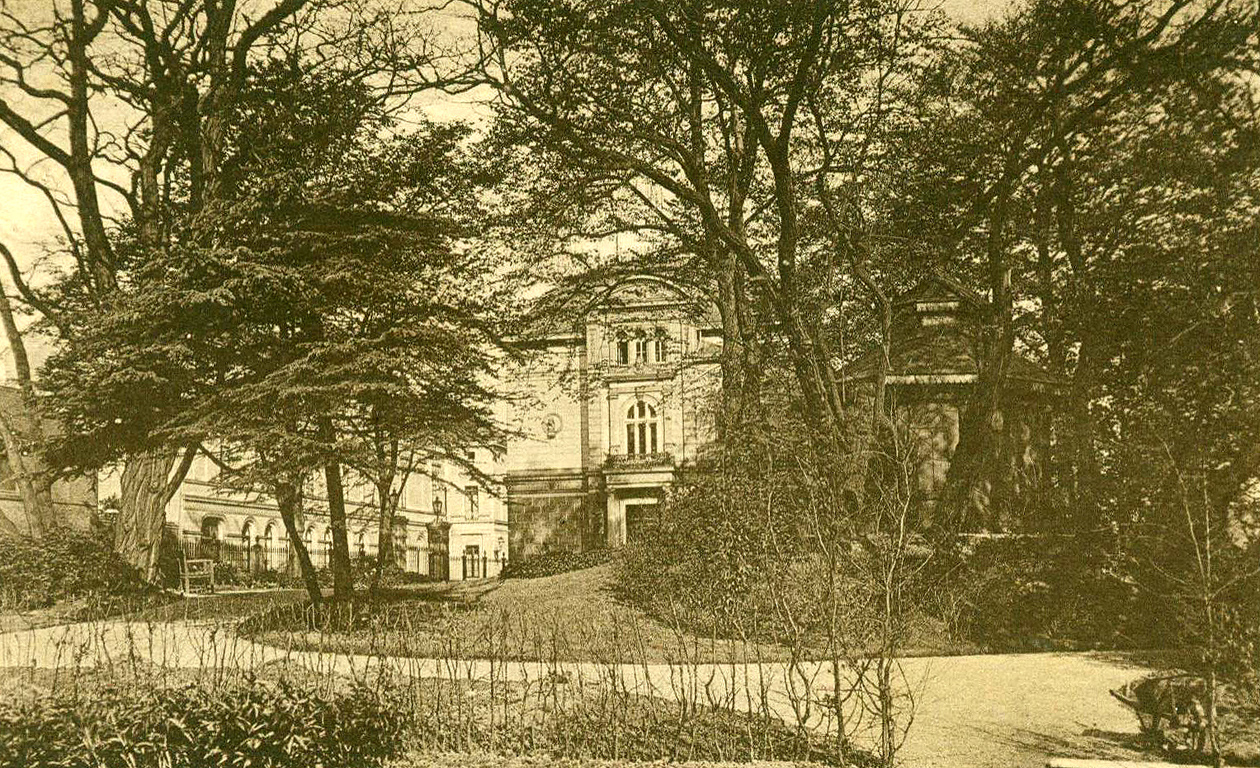
Kaiser-Friedrich-Hain um 1916.
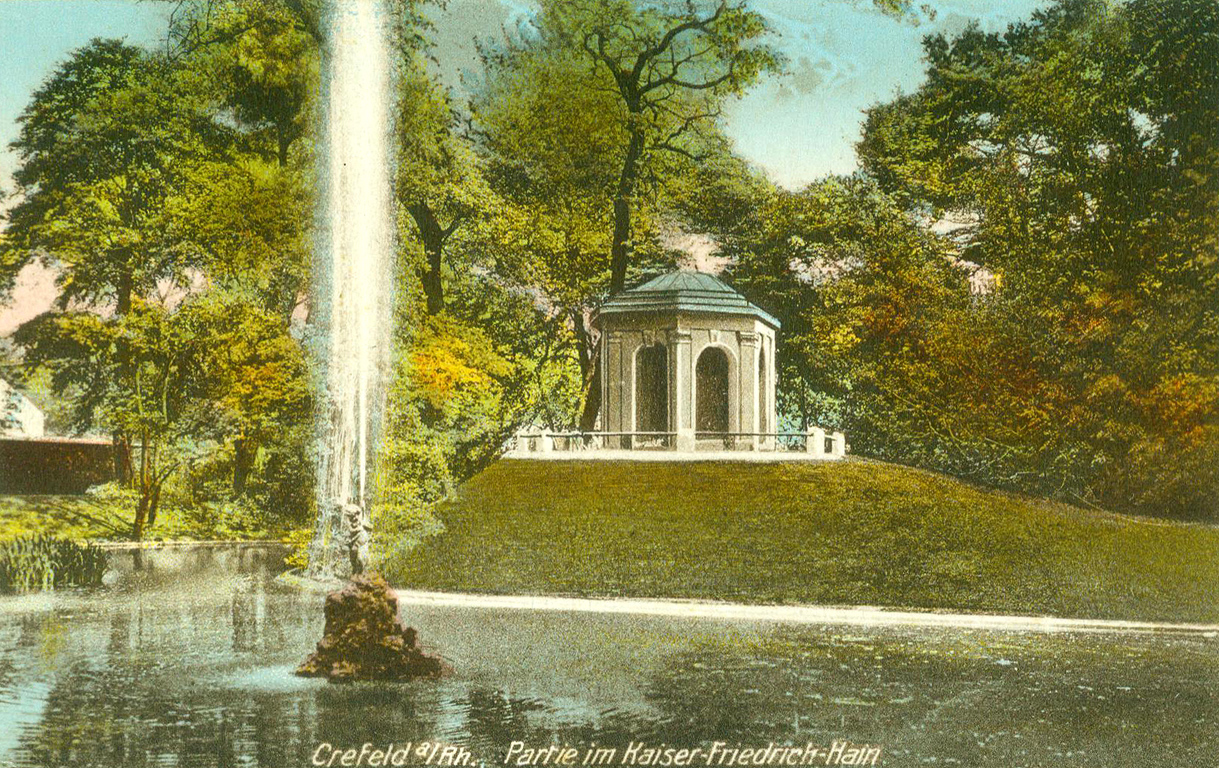
Tempel im Kaiser-Friedrich-Hain um 1920.
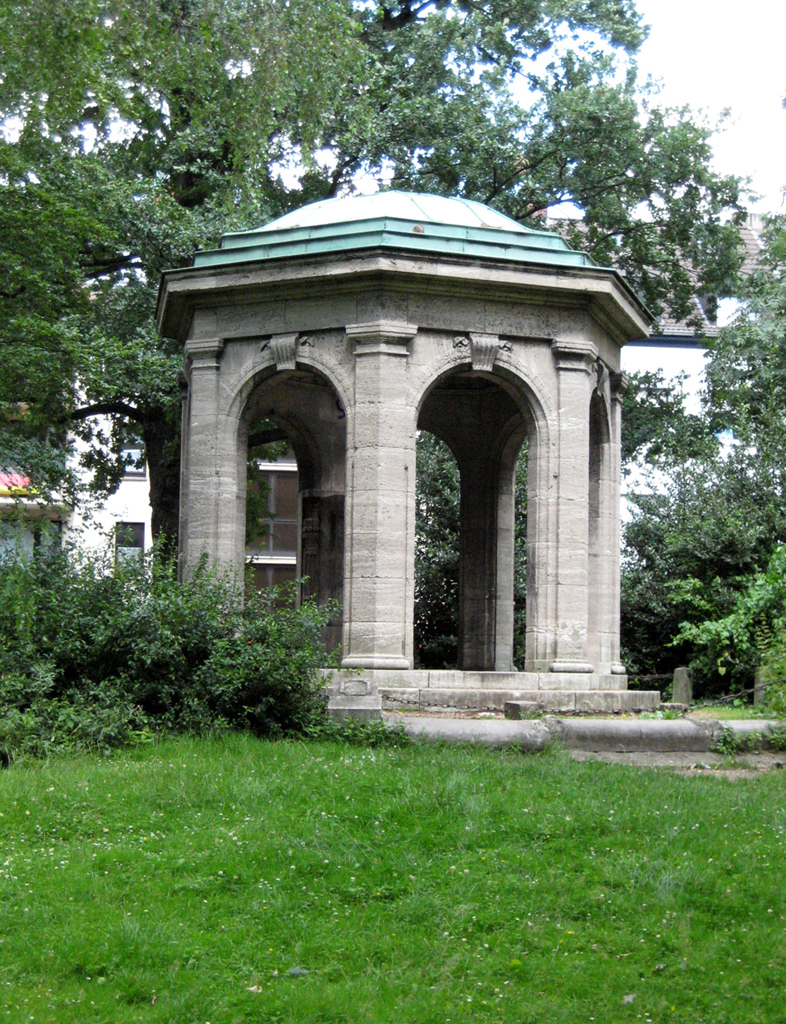
Tempel im Kaiser-Friedrich-Hain 2007.